# Bleu noir (песня)
«Bleu noir» (рус. Чёрная синева) — песня, записанная в 2010 году французской певицей Милен Фармер. Это второй сингл с её восьмого студийного альбома Bleu Noir, выпущенный в декабре 2010 года. Песня была написана и спродюсирована Moby на слова Милен Фармер, а видеоклип был снят французским режиссёром Оливье Дааном (Olivier Dahan). Он был выпущен 18 апреля 2011 года. Во Франции эта песня стала одиннадцатым номером один хитом Фармер в чарте синглов, но быстро упал.

## История создания и релиз
«Bleu Noir» является вторым синглом Милен Фармер записанного в сотрудничестве с Moby, после их совместного сингла «Slipping Away (Crier la vie)». 23 января 2011 года, было объявлено, что «Bleu Noir» будет вторым синглом из альбома, а 17 марта, Universal Music объявила на своем сайте, что релиз был запланирован на 18 апреля.
Remix-версии песни под названием 'Jérémy Hills remix' и 'Glam as you radio mix', были отправлены на радио 10 и 31 марта соответственно. Форматы, трек-листы и обложки были официально представлены 24 и 25 марта.
Moby, композитор песни, также выпустил свою версию трека в мае, с другим текстом и аранжировкой. Она называется «The Day» и стала официальным синглом из его нового альбома. Однако этот релиз вызвал споры среди поклонников Милен Фармер, так как многие из них подвергли критике тот факт, что он написал музыку для певицы, а затем перезаписал её для своего альбома. В интервью, опубликованном 18 мая 2011 года в бельгийской газете Le Soir, Moby сказал, что он был очень смущен и считает выпуск «The Day» в качестве сингла «ошибкой», поскольку Фармер была разочарована, думая, что «это была её песня».
По мнению автора Алисы Новак (Alice Novak), гитары, используемые в песне почти похожи на рифы из песен The Cure.

## Видеоклип
Снятый режиссёром Оливье Дааном (Olivier Dahan), видеоклип был представлен на временном сайте альбома 16 марта 2011 года, а затем через два дня полностью транслироваться по телевидению. Видео считается скорее «спокойным», а иногда «простым», снятыйм преимущественно в черно-белых тонах. На видео певица ходит по сельской местности, по лесу и заснеженным равнинам, и заканчивается всё фейерверком.
В целом видеклип получил положительные отзывы в СМИ. Têtu считает Фармер «меланхоличной» в видео. Ряд СМИ, в том числе Gala, Pure People и 20 Minutes считают, что различные элементы видео, такие как снег и лес, являются данью Фармер своим первым видеоклипам в своей карьере, таких как «Tristana», «Regrets» и «Ainsi soit je…», и что это выглядит «эстетически». L’Express отметила символику цвета используемых в видео.

## Места в чартах
Песня вошла в чарт Walloon Ultratip Chart на 35 месте и достигла 1-го через 2 недели. Также она дебютировала на 16 месте в чарте Ultratop 40 30 апреля 2011, затем ушла из чарта на 1 неделю, а потом снова попала в него на 21 месте через неделю, так она часто проигрывалась на радио. В этом чарте песня провела всего 6 недель.
Во Франции сингл дебютировал на 1 месте в главном чарте для синглов 24 апреля 2011, став 11-м синглом № 1 во Франции для Милен Фармер. За первую неделю было продано 10 770 копий, из них 9 743 копий на дисках, в 2011 году сингл стал 1-м по количеству проданных копий на физических носителях в стране. На следующей неделе сингл упал до 36 места, а продажи уменьшились на 81 % по сравнению с прошлой неделей. В этом чарте сингл продержался 6 недель. Видеоклип достиг 21 места в чарте TV airplay chart 7 апреля 2011.

## Форматы и трек-листы
Здесь представлены форматы и трек-листы сингла «Bleu Noir»:
- CD single[23]

| №  | Название                   | Длительность |
| -- | -------------------------- | ------------ |
| 1. | «Bleu Noir»                | 4:04         |
| 2. | «Bleu Noir» (Instrumental) | 4:06         |

- CD maxi[24]

| №  | Название                                  | Длительность |
| -- | ----------------------------------------- | ------------ |
| 1. | «Bleu Noir»                               | 4:04         |
| 2. | «Bleu Noir» (Glam As You radio mix)       | 4:05         |
| 3. | «Bleu Noir» (Jeremy Hills remix)          | 3:23         |
| 4. | «Bleu Noir» (Glam As You club mix)        | 7:41         |
| 5. | «Bleu Noir» (Jeremy Hills extended remix) | 4:36         |
| 6. | «Bleu Noir» (Jeremy Hills dub remix)      | 4:36         |

- 12" maxi[25]

| №  | Название                                  | Длительность |
| -- | ----------------------------------------- | ------------ |
| 1. | «Bleu Noir» (Glam As You club mix)        | 7:41         |
| 2. | «Bleu Noir» (Jeremy Hills extended remix) | 4:36         |
| 3. | «Bleu Noir» (single version)              | 4:04         |

- CD single — Promo[26]

| №  | Название    | Длительность |
| -- | ----------- | ------------ |
| 1. | «Bleu noir» | 4:04         |

- CD single 1 — Promo remix[27]

| №  | Название                         | Длительность |
| -- | -------------------------------- | ------------ |
| 1. | «Bleu Noir» (Jeremy Hills remix) | 3:23         |

- CD single 2 — Promo remix[28]

| №  | Название                            | Длительность |
| -- | ----------------------------------- | ------------ |
| 1. | «Bleu noir» (Glam As You radio mix) | 4:05         |

## Создание
- Mylène Farmer — текст
- Moby — музыка
- Stuffed Monkey / Little Idiot Music — издатели
- Polydor / Universal Music France — звукозаписывающая компания

## Чарты
| Чарт (2011)                       | Наивысшая позиция |
| --------------------------------- | ----------------- |
| Belgium (Wallonia) Airplay Chart  | 12                |
| Belgium (Wallonia) Ultratop Chart | 16                |
| French SNEP Singles Chart         | 1                 |

## Даты релизов
| Сттрана                     | Дата           | Формат                       |
| --------------------------- | -------------- | ---------------------------- |
| Бельгия, Франция, Швейцария | 28 января 2011 | Promo CD single              |
| Бельгия, Франция, Швейцария | 20 марта 2011  | Promo CD remixes 1           |
| Бельгия, Франция, Швейцария | 31 марта 2011  | Promo CD remixes 2           |
| Бельгия, Франция, Швейцария | 18 апреля 2011 | CD single, CD maxi, 12" maxi |